# Valner Franković
Valner Franković (ur. 9 lipca 1968 w Rašy) – chorwacki piłkarz ręczny, zdobywca złotego medalu Igrzysk Olimpijskich w Atlancie.